# Hoštice (Nemyšl)
Hoštice (německy Hoschtitz) jsou malá vesnice, část obce Nemyšl v okrese Tábor v Jihočeském kraji. Nachází se asi jeden kilometr severně od Nemyšle. V roce 2011 zde trvale žilo 41 obyvatel.
Hoštice leží v katastrálním území Hoštice u Nemyšle o rozloze 2,78 km². V katastrálním území Hoštice u Nemyšle leží i Úlehle.

## Historie
První písemná zmínka o vesnici pochází z roku 1352.
Kostel Neposkvrněného Početí Panny Marie je připomínán již v 14. století a zřejmě prvním duchovním zde byl roku 1390 Beneš z Nemyšle. Kostel byl v 17. století zbaven fary a duchovní správu měli řeholníci a od roku 1696 farář z Nové Vsi. Roku 1712 byl dosazen administrátor, roku 1717 přenesen ze zámecké kaple v Nemyšle „divotvorný“ obraz Panny Marie. Dne 16. listopadu 1778 byla zřízena fara, 1750 kostel vyhořel, 1751 znovu vystavěn a v letech 1852 a 1905 opraven. Roku 1731 vzniklo při kostele Bratrstvo svatého růžence, jenž založily sestry Anna Marie Dohalská z Dohalic a Kateřina z Bubna rozená Dohalská z Dohalic.
Majetkové vztahy v obci se velmi rychle měnily. Drobné držby byly rozděleny na samostatné statky. Jeden dvůr přikoupen od Jana Bartíka z Dobré Mysli k Nemyšli, jiný držel roku 1725 rod Grünspergů, dva statky (Krejčův a Straníkův) držel roku 1731 Karel Varlich z Bubna a roku 1732 Václav a Vratislav Mathiseové z Hostinné. V roce 1737 je připomínán Ferdinand Myslibor Bořek Hamza ze Zábědovic a téhož roku i Karel Staržinský z Liebsteina.

## Obyvatelstvo
| Rok            | 1869 | 1880 | 1890 | 1900 | 1910 | 1921 | 1930 | 1950 | 1961 | 1970 | 1980 | 1991 | 2001 | 2011 | 2021 |
| -------------- | ---- | ---- | ---- | ---- | ---- | ---- | ---- | ---- | ---- | ---- | ---- | ---- | ---- | ---- | ---- |
| Počet obyvatel | 237  | 235  | 242  | 203  | 149  | 153  | 141  | 105  | 97   | 78   | 61   | 49   | 47   | 41   | 40   |
| Počet domů     | 26   | 26   | 29   | 29   | 26   | 27   | 33   | 33   | 27   | 26   | 22   | 29   | 30   | 30   | 30   |

## Obecní správa
Při sčítání lidu v letech 1850–1971 Hoštice byly samostatnou obcí, se kterým patřily nejprve do okresu Tábor, ale v roce 1950 v okrese Votice a od roku 1960 opět v okrese Tábor. Od 26. listopadu 1971 do 31. prosince 1980 byly částí obce Nemyšl v okrese Tábor, kdy se konaly obecní volby. Od 1. ledna 1981 do 23. listopadu 1990 byly částí obce Chotoviny v okrese Tábor. Od 24. listopadu 1990 jsou opět částí obce Nemyšl v okrese Tábor. V letech 1850–1899 k obci patřily Dědice, Nemyšl a Úraz, v letech 1850–1929 Sudoměřice u Tábora, v letech 1850–1956 Dědičky, Prudice a Záhoříčko a v letech 1850–1971 také Úlehle.

## Pamětihodnosti
- Kostel Neposkvrněného Početí Panny Marie
- Hřbitov s kaplí
- Bývalá fara čp. 1
- špýchar čp. 4
- Na návrší na jihovýchodním okraji hřbitov s hraběcí hrobkou rodiny Deymů, majitelů zámku v Nemyšli.
- U kostela je památník padlých v první světové válce.

## Osobnosti
- V obci bydlí kameraman Jiří Macháně (např. filmy Panna a netvor, televizní seriály Návštěvníci, některé díly seriálu Maigret, Policajti z centra).[zdroj⁠?!]

## Galerie

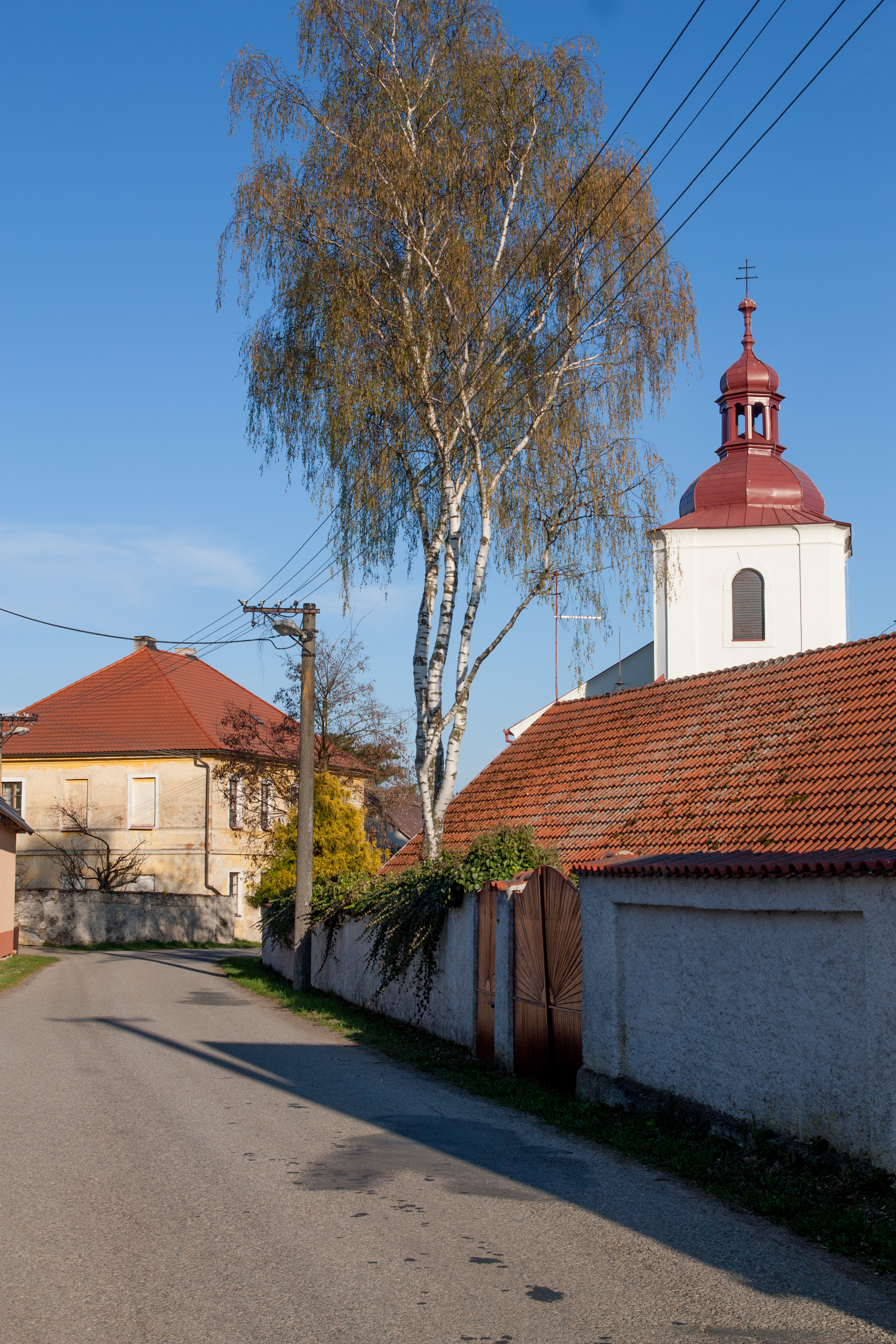
Průhled ulicí
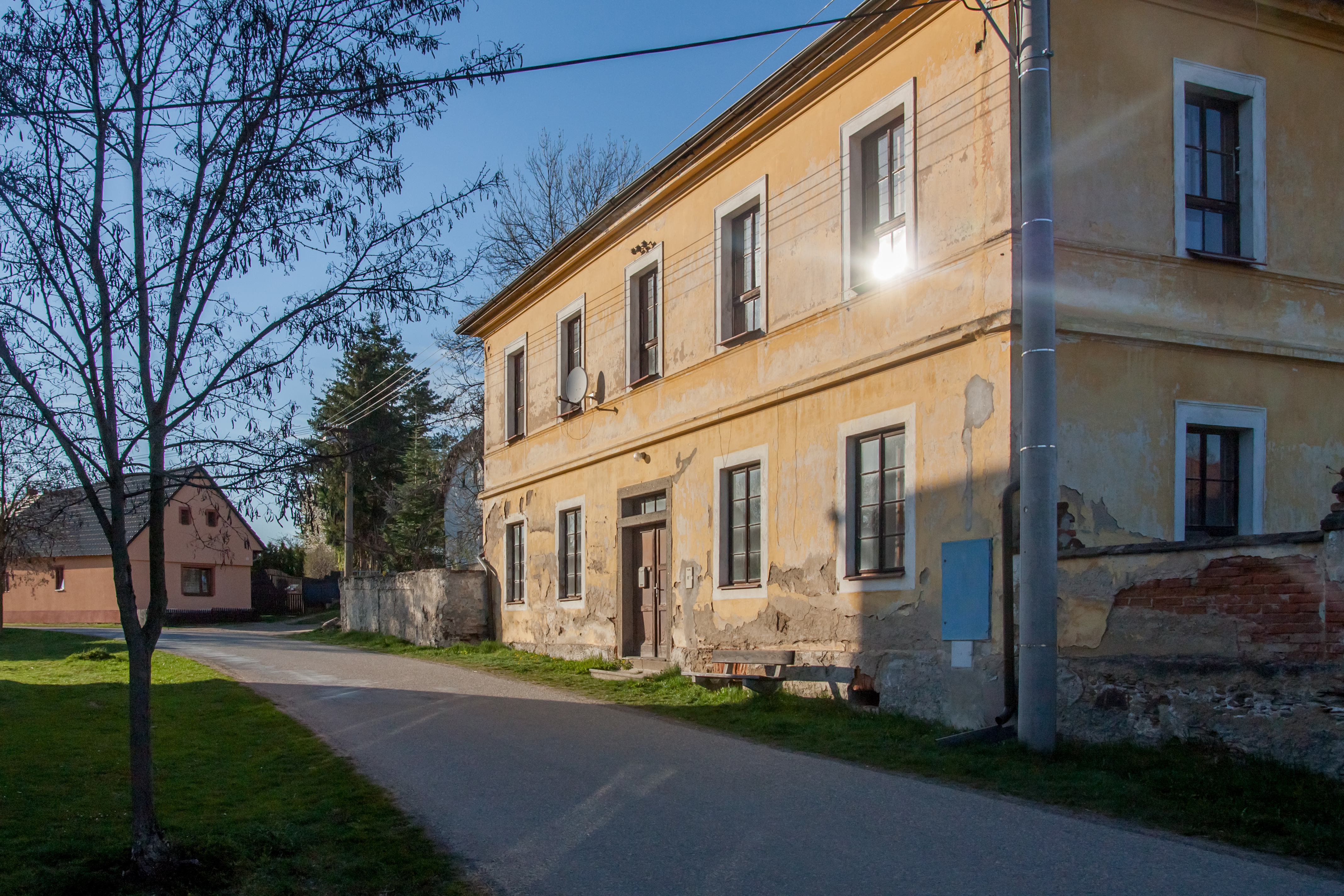
Stavba u kostela
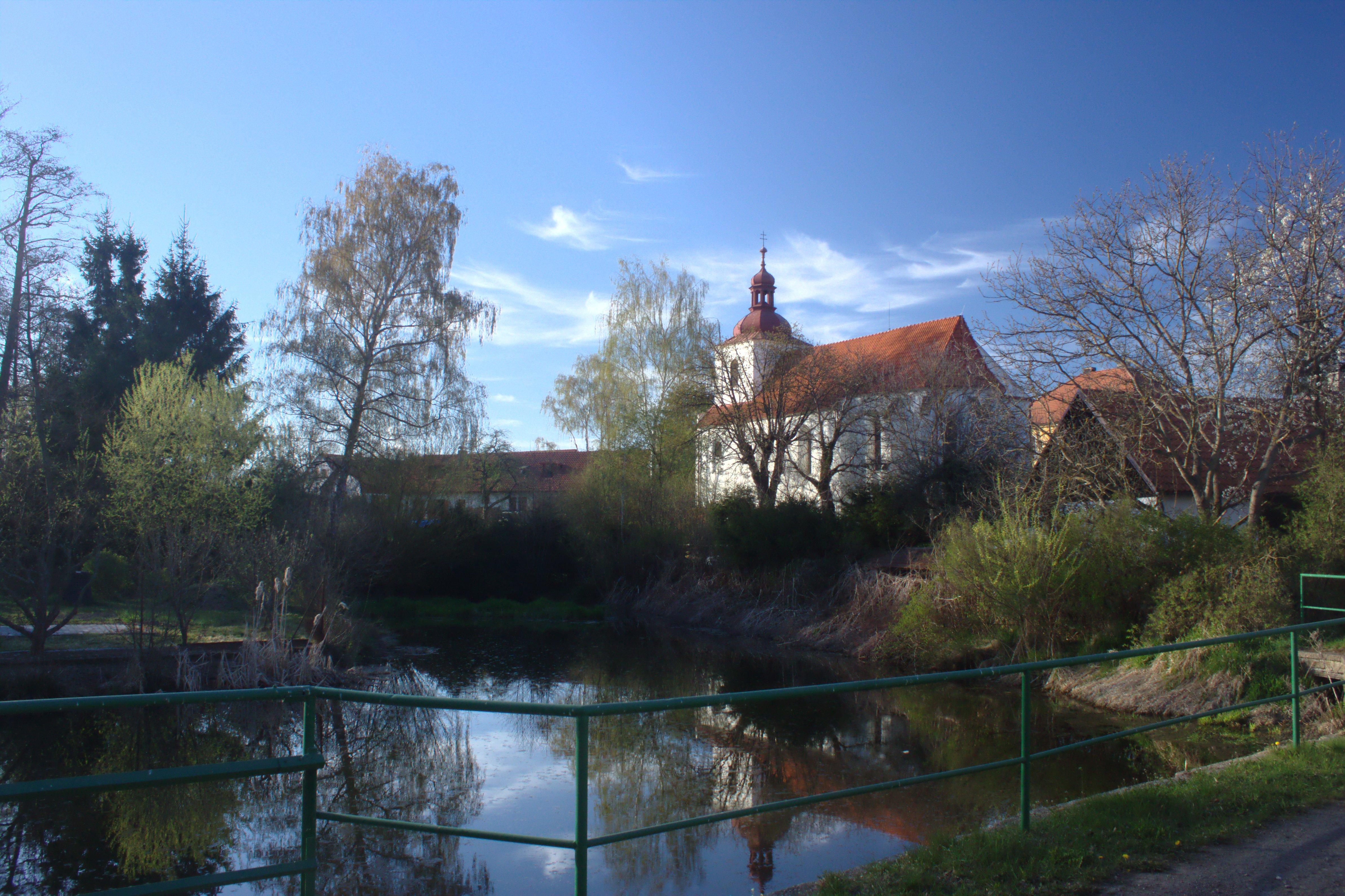
Rybník a kostel
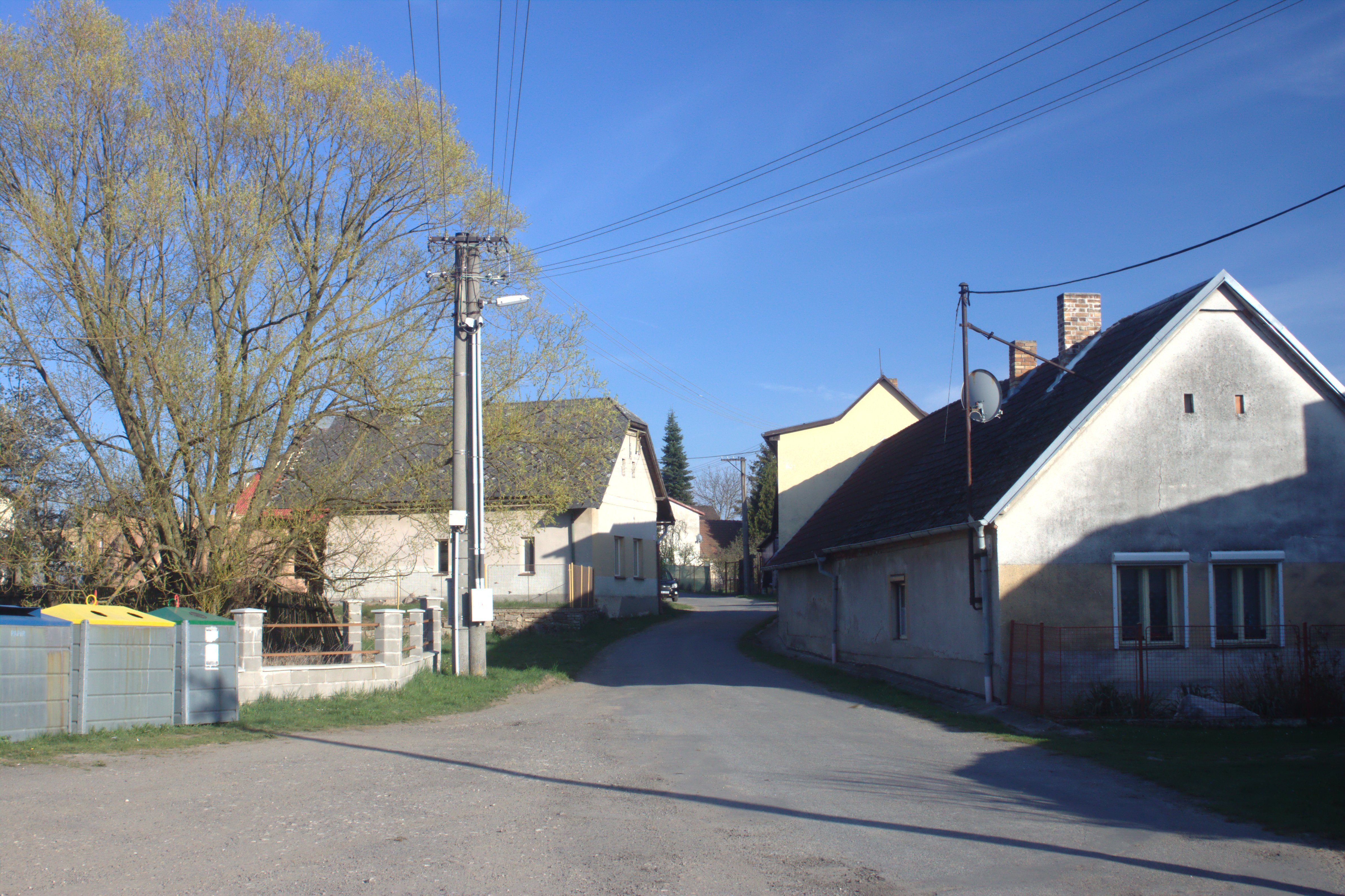
Domy na návsi